# Người Scotland
Người Scotland (tiếng Gael Scotland: Albannaich) là dân tộc có nguồn gốc từ Scotland. Về mặt lịch sử dân tộc này xuất phát từ một sự pha trộn của hai sắc dân Celt: người Pict và người Gael, sau này kết hợp với người Briton láng giềng ở phía nam cũng như với các sắc dân German là Anglo-Saxon và Norsemen.
Trong sử dụng hiện đại, "người Scotland" được dùng để chỉ bất cứ ai có nguồn gốc ngôn ngữ, văn hóa, gia đình tổ tiên hoặc di truyền là từ các nước Scotland. Từ Latin Scotti ban đầu áp dụng cho một bộ lạc Goidelic đặc biệt, thế kỷ thứ 5, sinh sống Ireland. Mặc dù đôi khi được coi cổ xưa hay miệt thị, từ Scotch hạn cũng đã được sử dụng cho những người Scotland, mặc dù việc sử dụng này hiện nay chủ yếu là bên ngoài Scotland.